# Satelit (Hvězdná brána)
Satelit je 15. epizoda 9. řady sci-fi seriálu Hvězdná brána.

## Děj
SGC je kontaktována Jaredem Kanem z Tegalusu, který vysvětluje, že jeho národ, protektorát Rand, získal Orijskou satelitní zbraň a stali se tak následovníky Oriů. Kaledonianaká federace, která je zapojena do studené války s protektorátem Rand, ale odmítá následovat Orie. SG-1 se rozhodne Jaredovi pomoci a použít Prometheus ke zničení satelitu.
Ihned po příchodu jsou Kane a Dr. Daniel Jackson uvězněni v protektorátu Rand. Prometheus se snaží Daniela zachránit, ale je nucen bojovat s novou vesmírnou zbraní, která byla postavena Orii. Brzy však zjistí, že Prometheus není schopen bojovat s její špičkovou technologií. Poté se pokusí zničit satelit pomocí F-302, ale nemohou projít silnými energetickými štíty. Když zbraň opět vystřelí, je Prometheus těžce poškozen. SG-1 a většině posádky Promethea se podařilo evakuovat na povrch dříve, než je loď zničena, přičemž plukovník Lionel Pendergast je zničen s ním. V Kaledonii začne SG-1 vymýšlet nový plán ke zničení Randské vesmírné zbraně. Mezitím Daniel pokračuje ve snaze přesvědčit Randského prezidenta Nadala k řešení problému mírovou cestou, ale je ignorován.
Zpět v Kaledonii, podplukovník Samantha Carterová přichází s plánem, jak odpálit zařízení z F-302 nad bunkrem Randského velení, aby došlo k uvolnění elektromagnetického pulsu a narušení systému ovládajícího vesmírnou zbraň. Plán je účinný a zatímco systémy jsou mimo provoz, podplukovník Cameron Mitchell a Teal'c se přesunou na pozici, aby vesmírnou zbraň zničili. Když si prezident Nadal uvědomí, co se bude dít, rozhodne se pro dohodu s Kaledonií, která mu byla navržena Danielem: Kaledonii dá hvězdnou bránu a všichni Kaledoniané, kteří nechtějí věřit Počátku by měli mít možnost opustit planetu. Kaledonský ministr Chaska neochotně přijímá podmínky a Mitchell a Teal'cem nezničí satelit.
Když jsou řídící systémy znovu aktivovány, Nadal se vrátí na svůj svět a nařizuje zničení Kaledonské hlavní budovy. Avšak velitel Goran Pernaux nesouhlasí a Nadala zastřelí. Následně je zastřelen Nadalovou osobní stráží. Přichází Jared a přesvědčí Randské vojáky, aby nestříleli a deaktivovali vesmírnou zbraň. Když SG-1 odchází, oba národy se dohodly, že se budou snažit vyřešit své problémy mírovou cestou.
Bohužel, krátce poté, co SG-1 opustí planetu, mírová jednání mezi Randským protektorátem a Kaledonií jsou přerušena a oba národy jsou ve válce. Veškerý kontakt s planetou je ztracen. Předpokládá se, že oba národy se navzájem zničily a hvězdná brána je pohřbena pod troskami.